# Quaraí
Quaraí là một đô thị thuộc bang Rio Grande do Sul, Brasil. Đô thị này có diện tích 3147,637 km², dân số năm 2007 là 22552 người, mật độ 7,16 người/km².